# Lapangan Banteng
Lapangan Banteng (in de koloniale tijd Waterlooplein in Weltevreden) is een plein in de Indonesische stad Jakarta. Op het plein bevindt zich onder meer het Westelijk Nieuw-Guinea-bevrijdingsmonument ter gelegenheid van de overdracht van Nederlands-Nieuw-Guinea aan Indonesië in 1962.

## Koloniale periode
Aan het Waterlooplein was het kazernecomplex van het 10e bataljon van de KNIL gehuisvest alsmede verschillende overheidsorganisaties voor Nederlands-Indië in het Gouvernements Hôtel. Op het Waterlooplein bevond zich het Michielsmonument, ter herdenking aan generaal Andreas Victor Michiels die omgekomen was in Klungkung tijdens de derde expeditie naar Bali. Ook stond op het Waterlooplein een standbeeld van J.P. Coen van de hand van Eugène De Plyn en het Waterloomonument.

Het Michielsmonument
Standbeeld van Jan Pietersz. Coen
Zuil ter herdenking aan de slag bij Waterloo